# 聶小倩 (台灣電視劇)
《聶小倩》（英語：Nie Xiaoqian），原劇名《搶救21克的愛情》，2016年台灣偶像劇，本劇獲得中華民國文化部104年補助高畫質電視節目一般型連續劇類新臺幣550萬元、5.1聲道新臺幣150萬元。由星勢力娛樂製作，陳庭妮、李銘順、莫子儀、紀培慧、劉松仁、周孝安領銜主演。2015年3月開拍，同年8月中旬殺青。中視於2016年2月21日起每週日晚上10點首播，接檔《必娶女人》；LINE TV於2016年2月22日起每週一中午12點網路首播，衛視中文台於2016年2月27日起每週六晚上10點播出。2016年5月1起中視提前在每週日晚上9:30播出。

## 大綱
該片敘述聶小倩（陳庭妮飾）被關在施了法術的金匣子裡，被甯采臣（凌承熙）（莫子儀飾）解開密碼而放出來，以及心中一直掛念聶小倩的道士燕赤霞（李銘順飾），展開人鬼三角戀，剪不斷、理還亂時，更遇上樹妖姥姥（劉松仁飾演）的絕地復仇。

## 播出時間

### 首播
| 頻道                  | 所在地   | 播映日期                    | 播出時間                 |
| --------------------- | -------- | --------------------------- | ------------------------ |
| 中視數位台            | 臺灣     | 2016年2月21日 （至4月24日） | 每週日 22:00-23:30       |
| 中視菁采台            | 臺灣     | 2016年2月21日 （至4月24日） | 每週一~五下午三點        |
| 中視數位台            | 臺灣     | 2016年5月1日                | 每週日 21:30-23:00       |
| 中視菁采台            | 臺灣     | 2016年5月1日                | 每週日 21:30-23:00       |
| LINE TV               | 臺灣     | 2016年2月22日               | 每週一中午 12:00         |
| 衛視中文台            | 臺灣     | 2016年2月27日               | 每週六 22:00-23:30       |
| Astro双星 Astro双星HD | 马来西亚 | 2017年10月2日               | 星期一至五 17:00 - 18:00 |

### 重播
| 頻道       | 所在地 | 播映日期      | 播出時間           |
| ---------- | ------ | ------------- | ------------------ |
| 中視數位台 | 臺灣   | 2016年2月28日 | 每週日 13:30-15:00 |
| 衛視中文台 | 臺灣   | 2016年2月28日 | 每週日 10:30-12:00 |
| 衛視中文台 | 臺灣   | 2016年3月4日  | 每週五 23:00-24:30 |
| 衛視中文台 | 臺灣   | 2016年3月5日  | 每週六 14:30-16:00 |

## 演員列表

### 主要角色
| 演員   | 角色             | 介紹 | 登場集數          |
| 陳庭妮 | 聶小倩           | 被燕赤霞關在金匣子裡500年，來到現代。喜歡承熙。 | 全劇              |
| 陳庭妮 | 羅小晴           | 聶小倩的前世，喜歡燕赤霞 | 12, 14-16, 18-20  |
| 李銘順 | 燕麒（現代）     | 福爾摩沙醫院特別諮詢室（SPRL）顧問負責人，人稱燕博士，是空間設計師也是研究超心理學的專家。跨國空間設計工作室AkaKasumi的負責人，以融入風水的設計聞名。喜歡小倩。 | 1-19              |
| 李銘順 | 燕赤霞（古代）   | 五百多年前的道士。 | 5, 12-13, 16      |
| 莫子儀 | 凌承熙（現代）   | 29歲，福爾摩沙醫院急診醫師，兼任福爾摩沙醫院特別諮詢室（SPRL）研究助理，甯采臣的轉世，喜歡小倩。                                                                | 全劇              |
| 莫子儀 | 甯采臣（古代）   | 五百多年前的書生 | 3, 5, 7, 9, 12-14 |
| 莫子儀 | 柳應周（古代）   | 羅小晴的未婚夫 | 15-16, 19-20      |
| 紀培慧 | 胡麗             | 千年狐妖，燕麒助理。本來是跟樹妖姥姥爭地盤的狐狸精，被燕赤霞收伏。燕赤霞的秘書兼合夥人，愛慕燕赤霞。                                                            | 1, 3-19           |
| 劉松仁 | 潘朵拉（現代）   | 經過五百年，修煉也與時俱進，潘朵拉電玩公司的負責人兼總裁。 | 1, 3-19           |
| 劉松仁 | 樹妖姥姥（古代） | 五百多年前的樹妖，聶小倩的義母。 | 5, 7, 12-13, 16   |
| 周孝安 | 鍾大業（David）  | 潘朵拉電玩公司總經理、鍾麗人之弟、鍾雪兒舅舅。福爾摩沙醫院的第二大股東。                                                                                        | 1, 4-20           |
| 周孝安 | 盜賊（古代）     | 偷畫的強盜，殺害羅小晴 | 18-19             |

### 其他角色
| 演員   | 角色   | 介紹                                                                  | 登場集數             |
| 宮以騰 | 張耀星 | 福爾摩沙醫院急診醫師，凌承熙室友兼好友。凌承熙的高中同學。            | 1-9, 11-20           |
| 謝翔雅 | 鍾雪兒 | 福爾摩沙醫院小兒科醫師、鍾麗人之女、鍾大業（David）外甥女，愛慕承熙。 | 1, 4-20              |
| 米凱莉 | 鍾麗人 | 福爾摩沙醫院院長、鍾大業之姊、鍾雪兒之母。                            | 1-7, 9-20            |
| 羅光旭 | 徐志明 | 福爾摩沙醫院急診部主任                                                | 1-7, 9, 11-20        |
| 潘奕如 | 王春嬌 | 福爾摩沙醫院護理長，愛慕志明主任。                                    | 1-7, 9, 11-15, 17-20 |
| 郭汶欣 | 梁依梅 | 人稱小梅，福爾摩沙醫院護士，愛慕耀星。                                | 1-7, 9, 11-15, 17-20 |
| 古貿瑜 | 李思翰 | 福爾摩沙醫院急診醫師                                                  | 1-7, 9, 11-15, 17-18 |
| 洪綺陽 | 王月華 | 凌承熙的母親                                                          | 3-4, 13-18, 20       |
| 溫吉興 | 張嘉勳 | 張耀星的父親，是位刑警。                                              | 5, 13-15, 17-19      |
| 山 豬  | 牛頭   |                                                                       | 2-3, 6, 11, 17, 20   |
| 香 蕉  | 馬面   |                                                                       | 2-3, 6, 11, 17, 20   |

### 客串角色
※演員名字顯示為 粗字體即表示為友情演出。
| 演員     | 角色             | 介紹                                                                             | 登場集數          |
|          | GULUHULU         | 非洲友邦部長                                                                     | 1                 |
|          | 梁敏俐           | 京劇女伶，上海劇院當家刀馬旦，附身在GULUHULU身上。                               | 1                 |
|          | 汪永遠           | 參加福爾摩沙醫院舉辦的野外求生訓練營，野外急救事務課程時發生意外，鍾雪兒的病患。 | 1-2、20           |
| 湘 瑩    | 林梅仙           | 鳳霞歌仔戲團當家小旦，首集在炮財歌仔戲團卡車內因連環車禍送醫。                   | 1-3               |
|          | 葉俊男           | 秋葉原症候群的患者，姓名曾遭鍾大業冒用。                                         | 1、5              |
| 龍劭華   | 林先生           | 林梅仙父親                                                                       | 2                 |
| 蔡忠紘   | 林醫師           | 福爾摩沙醫院醫師，診治林梅仙的醫師之一。                                         | 2                 |
| 邱德洋   | 劉勁霖           | 30歲，新郎，陳伊琪的男友，已過世。                                               | 3                 |
| 康茵茵   | 陳伊琪           | 新娘，劉勁霖的女友，因被火灼傷而在加護病房觀察。                                 | 3                 |
| 程偉民   | 高董             | 跟胡麗開價500萬找燕博士(燕麒)看基地風水。                                        | 3                 |
|          | 教練             | 凌承熙小時候的棒球隊教練                                                         | 3-4               |
| 魯文學   | 穆禾             | 董事長，SPRL的最大贊助人，10歲時在日本曾被燕麒獲救。Louis的父親，是位富豪。      | 4, 7-8, 13-14, 16 |
|          | 陳醫師           | 福爾摩沙醫院外科醫師，診療張耀星的醫師。                                         | 4                 |
|          | 蔡醫師           | 福爾摩沙醫院精神科醫師，診療張耀星的醫師。                                       | 4-5               |
| 朱宥丞   | 李吉米（李季鳴） | 6歲，李必忠、陳芳愛的兒子。看得見聶小倩。                                        | 2, 6              |
| 王樂妍   | 陳芳愛           | 歌星，吉米的媽媽                                                                 | 5-6               |
|          | 莊景誼           | 陳芳愛的男朋友，福爾摩沙醫院的 VIP ，是位立委。                                  | 6                 |
| 曾子益   | 李必忠           | 吉米的爸爸，意外過世。                                                           | 6                 |
| 葉蕙芝   | 美姐             | 陳芳愛的經紀人                                                                   | 6                 |
|          | 陳媽             | 陳立偉的媽媽                                                                     | 9, 11             |
| 林埈永   | 陳立偉           | 凌承熙小時候的棒球隊隊友，因昏倒而送醫。凌承熙的國小同學。                       | 9-11              |
| 馬光弘   | 黃義元           | 陳立偉高中死黨，因車禍被送到福爾摩沙醫院急診室。                                 | 9-11              |
|          | 鄭文安           | 福爾摩沙醫院神經外科醫師，診療陳立偉的醫師。凌承熙的醫學院同學。                 | 9-11, 17-18       |
| 鍾政均   | 王家宇           | 西裝鬼(死亡15年以上)，鍾麗人丈夫，鍾雪兒父親。                                   | 10-11, 17-18, 20  |
|          |                  | 黃義元的太太                                                                     | 11                |
| 林育賢   | 曾誌南           | 綽號芭樂誌，梁依梅從小到大的鄰居。                                               | 11                |
| 馬力歐   | 趙先生           | 命理大師                                                                         | 12-13             |
| 白川佑平 | 溫允浩           | 藥廠小開，鍾雪兒前未婚夫，前實習醫生                                             | 14                |
|          | Louis            | 穆禾的兒子                                                                       | 14, 16-18         |
|          | 秀真             | 竹田居民，幫承熙開診所門。                                                       | 16                |
| 黃士偉   | 崔府君           | 地府判官。                                                                       | 20                |

#### 特別演出
| 演員   | 角色           | 介紹 | 登場集數         |
| 王傳一 | 燕赤霞（青年） | 與羅小晴和還沒長大的小樹（樹妖姥姥）結緣，更施展新道法把樹妖瞬間長大。最後站在遠處俯瞰世間之後便帶著胡麗的畫一起成仙 | 12, 14-16, 18-20 |

## 歌曲
| 曲別   | 歌名           | 演唱者 | 作詞     | 作曲   |
| 片頭曲 | 為了你活       | 韋禮安 | 韋禮安   | 韋禮安 |
| 片尾曲 | 忘了如何遺忘   | 郭靜   | 零、黃婷 | 姜海威 |
| 插曲   | 我才沒有那樣呢 | 曾沛慈 | 小路     | 小路   |

## 場景
板橋區
- 江翠派出所
- 林本源園邸

宜蘭縣
- 冬山鄉 宜蘭梅花湖 Aura Villa悠悅光民宿

台南市
- 台南市立安南醫院
- 桂田酒店
- 大億麗緻酒店
- 玄空法寺

桃園市
- 中壢區 大江國際購物中心（道士和小倩買衣服）

高雄市
- 軟體科學園區（潘朵拉大門）

## 收視率

### 中視
| 日期          | 集數       | 收視率 | 收視排名 | 備註                 |
| ------------- | ---------- | ------ | -------- | -------------------- |
| 2016年2月21日 | 1          | 1.01   | 3        | 每週日晚上10點首播   |
| 2016年2月28日 | 2          | 1.27   | 1        |                      |
| 2016年3月6日  | 3          | 1.02   | 2        |                      |
| 2016年3月13日 | 4          | 0.99   | 3        |                      |
| 2016年3月20日 | 5          | 0.84   | 3        |                      |
| 2016年3月27日 | 6          | 0.89   | 3        |                      |
| 2016年4月3日  | 7          | 0.75   | 3        |                      |
| 2016年4月10日 | 8          | 0.62   | 3        |                      |
| 2016年4月17日 | 9          | 0.60   | 3        |                      |
| 2016年4月24日 | 10         | 0.75   | 3        |                      |
| 2016年5月1日  | 11         | 0.64   | 3        | 本週起提早30分鐘播出 |
| 2016年5月8日  | 12         | 0.54   | 3        |                      |
| 2016年5月15日 | 13         | 0.65   | 3        |                      |
| 2016年5月22日 | 14         | 0.54   | 3        |                      |
| 2016年5月29日 | 15         | 0.49   | 3        |                      |
| 2016年6月5日  | 16         | 0.50   | 3        |                      |
| 2016年6月12日 | 17         | 0.70   | 3        |                      |
| 2016年6月19日 | 18         | 0.53   | 3        |                      |
| 2016年6月26日 | 19         | 0.72   | 3        |                      |
| 2016年7月3日  | 20         | 0.70   | 3        | 最終回               |
| 平均收視率    | 平均收視率 | 0.74   |          |                      |

- 同時段偶像劇：民視《新娘嫁到》/《阿不拉的三個女人》、台視《愛上哥們》/《後菜鳥的燦爛時代》/《狼王子》、東森綜合台《我的30定律》/《我和我的十七歲》、三立都會台《舞吧舞吧在一起》
- 由AGB尼爾森調查，調查範圍是四歲以上收看電視之觀眾。

## 製作團隊
- 出品人：劉瑋慈、蔡秋安、陳安祥
- 總監製：段奕倫、莊千慧
- 監製：林友潔、陳雅如
- 導演：邱晧洲、張訓瑋、柯政銘
- 編劇：劉瑋慈、文采、張世嫺、王宥蓁、翁瑞迪、楊宛儒
- 製作人：劉瑋慈、陳啟銘
- 製片：陳柏嘉、池宗榮
- 執行製片：張雅涵、賴炳宏、陳振瑋、劉彥廷、王渝泓、何緯
- 攝影：陳俊宇、張宜敏、林國華
- 燈光師：呂慶鑫、王北山
- 音樂音效混音：葉約瑟、何湘鈴
- 配樂：何思穎
- 製作公司：星勢力娛樂股份有限公司
- 冠名贊助單位：
  - 中視：鱷魚液體電蚊香（第3集至今）

## 外部連結
- 官方网站－中視
- 聶小倩LINE TV頻道 （页面存档备份，存于）
- 互联网电影数据库（IMDb）上《聶小倩》的资料（英文）

| 臺灣 中視數位台 每週日 22:00 - 23:30 · 5月1日起播出時間為21:30 - 23:00                                                           | 臺灣 中視數位台 每週日 22:00 - 23:30 · 5月1日起播出時間為21:30 - 23:00 | 臺灣 中視數位台 每週日 22:00 - 23:30 · 5月1日起播出時間為21:30 - 23:00                                            |
| --- | ---------------------------------------------------------------------- | --- |
| | 聶小倩 （2016年2月21日－2016年7月3日）                                 | |
| 必娶女人 （2015年11月1日－2016年2月14日）                                                                                        | 任意依戀 （2016年7月10日－2016年10月9日）                              | |
| 臺灣 中視菁采台 每週日 22:00 - 23:30 · 5月1日起播出時間為21:30 - 23:00                                                           |                                                                        | |
| 必娶女人 （2015年11月1日－2016年2月14日）                                                                                        | 聶小倩 （2016年2月21日－2016年7月3日）                                 | 俏摩女搶頭婚（重播）                                                                                              |
| 臺灣 衛視中文台 每週六 22:00 - 23:30                                                                                             |                                                                        | |
| 蜂蜜幸運草 （2015年12月5日－2016年2月20日）                                                                                      | 聶小倩 （2016年2月27日－2016年7月9日）                                 | 一把青 （2016年7月16日－2016年11月5日）                                                                           |
| 臺灣 星衛娛樂台 每週五、六 23:00 - 24:30                                                                                         |                                                                        | |
| 型男阿公 （週五 23:00 - 24:00） （2017年9月23日－2017年2月10日）瘋神無雙 （週六 23:00 - 24:00） （2015年8月22日－2017年2月11日） | 聶小倩 （2017年2月17日－2017年4月22日）                                | 女人234 （週五 23:00 - 24:00） （2017年4月28日－2017年）瘋神無雙 （週六 23:00 - 24:00） （2017年4月29日－2017年） |
| 马来西亚 Astro双星、Astro双星HD 每週一至週五 17:00 - 18:00                                                                       |                                                                        | |
| 愛不遲疑 （2017年8月21日－2017年9月29日）                                                                                        | 聶小倩 （2017年10月2日－2017年11月3日）                                | Z时代 （2017年11月6日－2017年）                                                                                   |